# Кач (княжество)
Кач (гудж. કચ્છ, синдхи ڪڇ) — довольно крупное туземное княжество, относившееся к Британской Индии. На данный момент его территория входит в состав округа Кач штата Гуджарат на севере залива Кач. Граничил с Синдом на севере и являлся одним из немногих индийских княжеств с береговой линией.
Княжество имело площадь в 45 630 км² и население 488 022 чел. (на 1901 год). Являясь частью Британской Индии, относилось к агентству Кача, а позже — к агентству Западной Индии внутри Бомбейского президентства.
Флаг Кача представлял собой красный прямоугольник с изображениями белого слона и форта Бхуджия с надписью «Бхудж» над ним в центре и девизом «Courage and Confidence» на белой ленте снизу.

## История
В 1147 Лахо Джадани из племени самма, пришедший из Синда, основал государство, известное как королевство Кач. Он правил Восточным Качем в 1147—1175 годах из новой столицы, которую он назвал Лахиарвиро (расположена недалеко от современной деревни Накхатрана) в честь своего брата-близнеца Лахиара. Ранее Восточным Качем правила династия Чхавада, последним известным правителем из которой был Вагхам Чхавада, убитый в XIII веке своими племянниками Модом и Манаи из рода Джадеджа. В это время Центральный и Западный Кач находились под властью различных племён, таких как Катхи, Чаулукья и Вагхела. После смерти Ратто Раядхана в 1215 году его земли были поделены между четырьмя его сыновьями: Отхаджи, Дедаджи, Хотхиджи и Гаджанджи. Они получили земли Лахиарвиро, Кантхакут, Гаджод и Бара соответственно.
Поскольку Отхаджи был самым старшим, он унаследовал главный престол в Лахиарвиро, а остальные земли стали частью Бхайят, т. е. братства в федеральной системе управления. Однако соперничество между ними росло со сменой поколений до тех пор, пока они не слились в две группы: Отхаджи и Гаджанджи Бары.
Первым инцидентом среди соперников, изменившим историю Кача, было убийство Джама Хамирджи из Лахиарвиро, вождя старшей ветви Джадеджа и потомка Отхаджи, Джамом Равалом из Бары. Считается, что Джам Равал приписал убийство своего отца Джама Лахаджи Джаму Хамирджи, поскольку он был убит на территории Лахиарвиро Дедой Тамиачи по наущению Хамирджи. Джам Равал в отместку предательски убил своего старшего брата Рао Хамирджи (отца Хенгарджи) и правил Качем более двадцати лет, пока власть не захватил Хенгарджи I. Джам Равал бежал из Кача и основал Наванагар, следуя совету, данному ему Ашапурой Матой во сне. Позже его потомки основали государства Раджкот, Гондал, Дхрол и Вирпур. Их генеалогия всё ещё поддерживается сегодня баротами соответствующих ветвей Джадеджи, и каждый в клане Джадеджи может проследить свою родословную до Ратто Раядхана.
Лахиарвиро оставался столицей Кача с момента его основания в 1147 году до периода правления Джама Равала в 1548 году.

## Религия
Представители династии Джадеджа были последователями индуизма и поклонялись Ашапуре Мате, которая является куладеватой клана Джадеджа, а также государственным божеством. Главный храм богини находится в Мата но Мадх.